# Пиньян (Сержипи)
Пиньян (порт. Pinhão)  —  муниципалитет в Бразилии, входит в штат Сержипи. Составная часть мезорегиона Сертан штата Сержипи. Входит в экономико-статистический  микрорегион Карира. Население составляет 5846 человек на 2006 год. Занимает площадь 152,7 км². Плотность населения — 38,28 чел./км².

## Статистика
- Валовой внутренний продукт на 2004 составляет 16.259.053,00 реалов (данные: Бразильский институт географии и статистики).
- Валовой внутренний продукт на душу населения на 2004 составляет 2.871,61 реалов (данные: Бразильский институт географии и статистики).
- Индекс развития человеческого потенциала на 2000 составляет 0,600 (данные: Программа развития ООН).